# Олександрівський парк (Жмеринський район)
Олександрвський парк — парк-пам'ятка садово-паркового мистецтва місцевого значення, розташований на південній околиці села Олександрівка Жмеринського району Вінницької області на березі р. Мурафа. Оголошений відповідно до Рішення Вінницького облвиконкому № 525 від 19.12.1985 р.
Охороняється красивий ландшафтний парк, створений у 80 роках XX ст. після реконструкції природної лісової ділянки. Зростає понад 50 видів дерево-чагарникових порід.
Основа парку — дубовий ліс з прозорим підліском і багатим трав'яним покривом. До основних породоутворювачів також належать граб звичайний та ялина європейська. В парку довільним чином розміщені доріжки, місцями асфальтовані. В експозицію парку включена мальовнича берегова лінія.

## Галерея

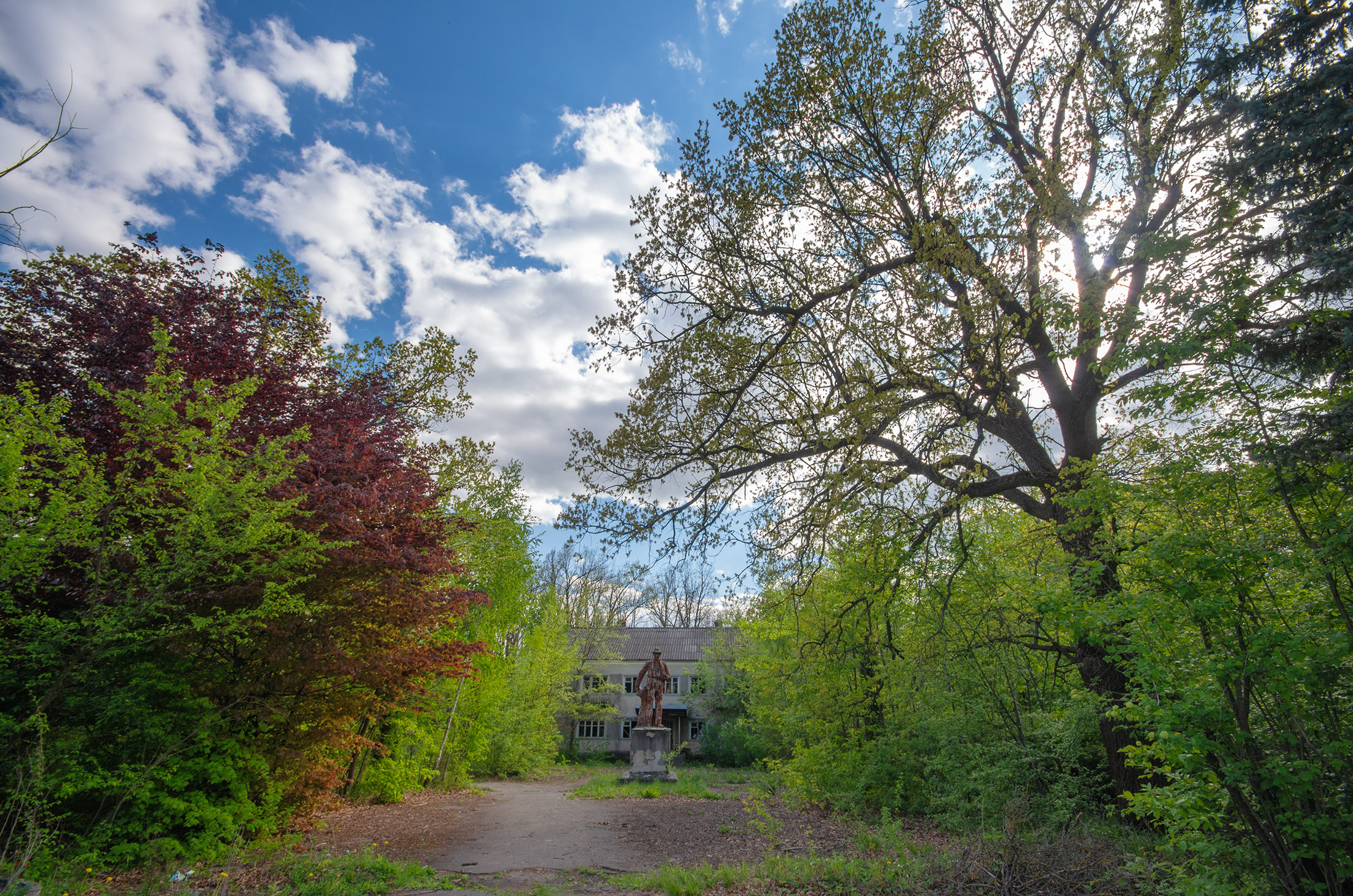
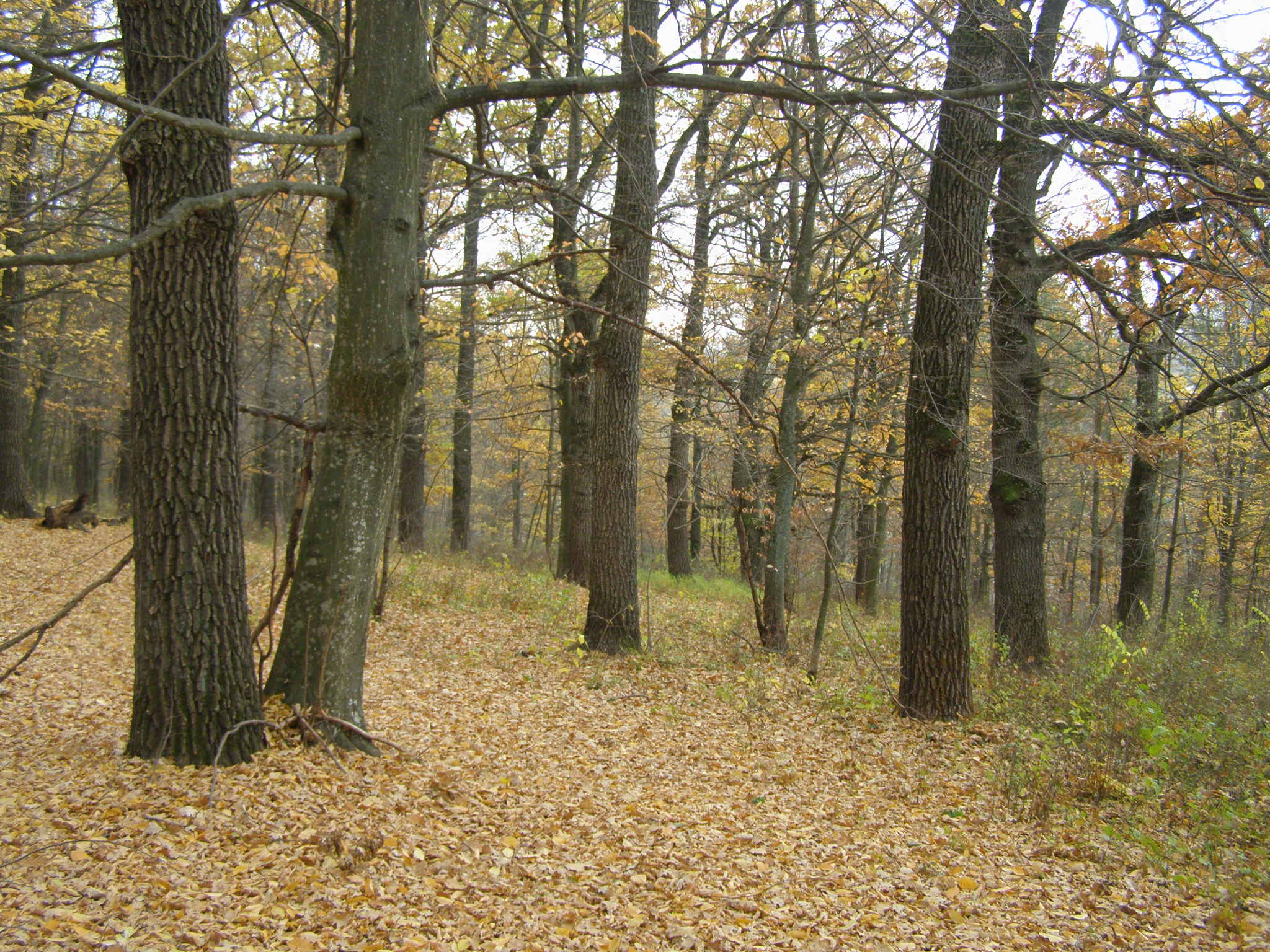
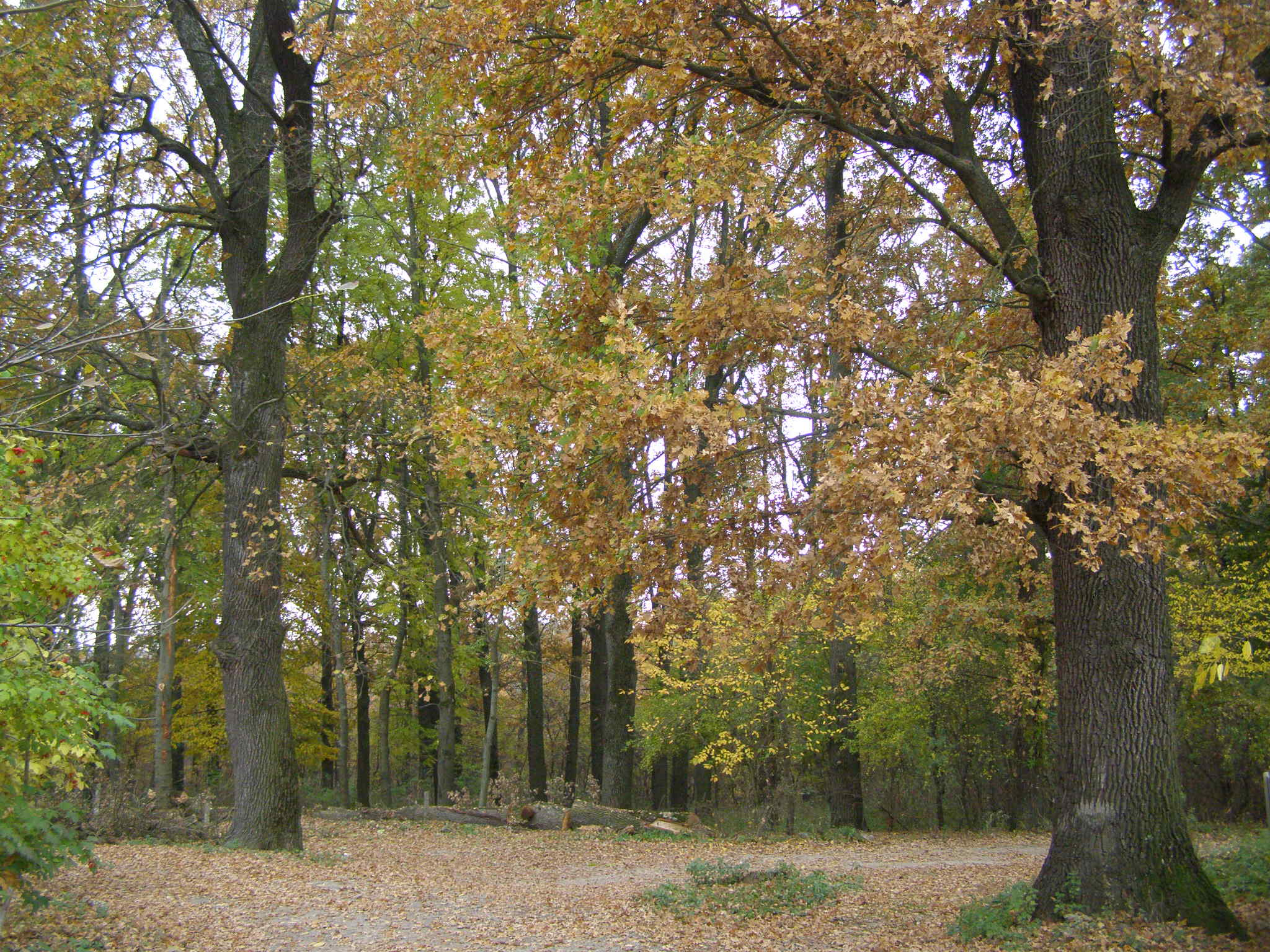